# Isidore Mankofsky
Isidore Mankofsky (* 22. September 1931 in New York City, New York; † 11. März 2021) war ein US-amerikanischer Kameramann.

## Leben

### Leben und erste Schritte als Kameramann
Isidore Mankofsky wurde als Sohn von Harry und Dora Mankofsky, Auswanderer der russischen Minderheit aus Odessa, Ukraine, die 1923 in die USA emigrierten, in New York City geboren. Mit insgesamt 11 Geschwistern, von denen lediglich sieben die Kindheit überlebten, wuchs Mankofsky in Brooklyn, Bronx und ab 1941 in Chicago auf. Bereits früh hatte er Kontakt zum Kino. Dies allerdings unfreiwillig, denn seine Mutter war so arm, dass sie sich keine Kinderbetreuung leisten konnte, sodass sie ihre Kinder nahm, Kinokarten kaufte und dem Platzanweiser die Order gab, die Kinder erst dann aus dem Saal zu lassen, bis die ältesten aus der Schule seien. Auch beruflich orientierte sich Mankofsky zuerst anders, denn bereits in jungen Jahren half er in Gemüsegeschäften, Bäckereien und anderen Handelsgeschäften aus. Erst während seiner High-School-Zeit kam für ihn der überraschende Wunsch, dass er Fotograf werden möchte. Allerdings konnte er sich keine Kamera leisten.
Erst als er seinen Militärdienst bei der United States Air Force in Übersee ableistete, war er erstmals im Besitz einer Argus C3, einer 35mm-Kamera. Kurioserweise wurde sein Name erst zur Einberufung offiziell bestätigt, denn zuvor bestand seine Geburtsurkunde lediglich aus dem Nachnamen, da man seinen Vornamen einfach vergaß zu vermerken. Während seiner vierjährigen Dienstzeit beschäftigte er sich immer intensiver in der Fotografie und bearbeitete seine Werke im Fotolabor der Militärpost, was nach eigenen Angaben eher klägliche Versuche waren. Doch er ließ sich dadurch nicht entmutigen und erlernte immer mehr vom Handwerk. Nach seiner Entlassung besuchte er die Ray Vogue School of Photography in Chicago, wonach er sich dem Medium Film und insbesondere der Kameraarbeit zuwandte, sodass er anschließend das Brooks Institute in Santa Barbara, Kalifornien, besuchte. Dort lernte er mit neun weiteren Studenten und zwei Dozenten, darunter auch Rex Fleming, dem Gründer des Brooks Instituts, die Feinheiten eines Kameramannes, sodass er kurz vor dem Abschluss die Möglichkeit erhielt als Kameramann bei KOLO, dem lokalen Fernsehsender in Reno, Nevada anzufangen. Da er arm war, konnte er sich kaum die Reise dahin leisten und musste erst sein Auto verkaufen, bevor er das Bewerbungsgespräch erfolgreich absolvieren konnte. Während seiner Zeit bei KOLO arbeitete Mankofsky häufig bei Dokumentationen mit, die auch landesweit gezeigt wurden. Allerdings verlor er 1958 diesen Job auch wieder und kehrte mit seinem Volkswagen, nach vier bis fünf Monaten Arbeitslosigkeit, zurück nach Chicago.

### Encyclopædia Britannica und die ersten Spielfilme
Doch er blieb nicht lange, denn nur kurze Zeit später erhielt er mehrere Jobangebote aus Kalifornien, sodass er für Stewart Warner Electronics als Industriefotograf arbeitete und später bei einer Firma für medizinische Filme. Weil er parallel dazu Handball beim YMCA spielte, lernte er Jim McGuinn kennen. Er war Produzent für Lehrfilme bei der Encyclopædia Britannica. Weil sie gerade einen Kameramann suchten, mit dem sie in Florida eine Reihe von Filmen über Chemie drehen wollten, wurde Mankofsky engagiert. Allerdings musste er auf Anraten des Produzenten seinen Namen in „Bill Mann“ ändern, da zu der Zeit in Florida eine gewisse antisemitische Haltung vorherrschte. Doch das hinderte ihn nicht daran innerhalb der darauf folgenden 13 Monate 161 halbstündige Chemie-Lehrfilme zu drehen. Er blieb neun weitere Jahre im Unternehmen und drehte hunderte Lehrfilme über die unterschiedlichsten Themen. Nach eigenen Angaben lernte er, schnell viele Szenen zu drehen. Er war der einzige Kameramann und musste ohne Assistenten auskommen. Und obwohl die Arbeit umfangreich war, erhielt er keinerlei Druck. Der Auftrag war lediglich, dass gewisse Filme, für 1000 US-Dollar die Minute, über spezielle Themen gedreht werden mussten, während der Rest sowohl beim Regisseur als auch bei der Filmcrew selbst lag.
Während dieser Zeit arbeitete Mankofsky auch häufig mit Larry Yust zusammen. Als dieser dann Encyclopædia Britannica verließ, bot er Mankofsky an, ihn als Kameramann, während seiner Versuche Spielfilme zu drehen, einen Job an. Und so folgte nach The Secret Sharer (1967) mit The Lottery (1969), einer Adaption von Shirley Jacksons The Lottery, einer der erfolgreichsten Lehrfilme aller Zeiten. Auch in den folgenden Jahren blieb Mankofsky Yust treu und war bei jedem seiner Projekte, wo immer er als Kameramann gebraucht wurde, tätig. Doch die Anfangszeit seiner Karriere sah dabei nicht immer so rosig aus, schließlich war er nicht Mitglied in der American Society of Cinematographers. Und weil er nicht in der Gewerkschaft war, wurden ihm viele Jobangebote nicht gewährt. Erst nachdem er Der Schrei des Todes drehte, einen Horrorfilm über einen schwarzen Dracula, erhielt er die Möglichkeit mit Hilfe der A.S.C-Mitglieder Howard Schwartz und Harry L. Wolf in die Gewerkschaft aufgenommen zu werden.

### Mitglied der A.S.C. und endgültiger Durchbruch
Erst durch diese Mitgliedschaft erhielt Mankofsky die eigentlich interessanten Angebote. Es folgten Filme wie Ein tödlicher Traum, Der Jazz-Sänger und Muppet Movie. Letzterer war auch einer der Gründe, warum Mankofsky später für 3D-Film Muppet Vision 3-D für Walt Disney World Resort drehte. Ein anderer Grund war, dass einer der Produzenten, Thomas G. Smith, ihn noch aus gemeinsamen Tagen der Encyclopædia Britannica kannte. Für Ein tödlicher Traum kam er in Frage, weil er relativ häufig für die Universal Studios und schon einige Male mit dem französischen Regisseur Jeannot Szwarc arbeitete.
Es sollten noch weitere Kinofilme folgen, doch seinen eigentlichen Namen machte sich Isidore Mankofsky als Fernsehkameramann für „Movie-Of-The-Week“-Filme, speziell für das Fernsehen produzierte Fernsehfilme. Sein Agent brachte ihn Ende der 70er Jahre in mehrere Projekte. Durch seine zuverlässige Arbeit machte er sich schnell einen Namen und erhielt zahllose weitere Angebote. Insgesamt arbeitete er für diese speziellen Filme fast 15 Jahre und drehte teilweise bis zu sieben Filme pro Jahr.

### Persönliches
Laut eigener Aussage machten Filme wie Aufstand in Sidi Hakim, Vier Federn, Drei Fremdenlegionäre, Unter Piratenflagge und Robin Hood, König der Vagabunden in seiner Kindheit einen besonders großen Eindruck auf ihn. Auch die Arbeit des russischen Kameramanns Sergei Urussewski hinterließ für ihn auf Dauer einen bleibenden Eindruck.
Mankofsky hatte in seiner Karriere als Kameramann für Spielfilme zwei besondere Ziele. So wollte er unbedingt in die A.S.C. und wenigstens einmal für den Oscar nominiert werden. Allerdings war es für ihn nicht so schlimm, nie für eine Oscarnominierung bedacht zu werden, da er Mitglied der Gewerkschaft wurde, schließlich war es zu seiner Zeit unglaublich schwierig bis nahezu unmöglich aufgenommen zu werden. Denn nur wenn man an einem offiziellen, durch die Gewerkschaft abgesegneten, Film arbeitete, konnte man Mitglied der Gewerkschaft werden. Allerdings konnte man nur an einem solchen mitarbeiten, wenn man bereits in der Gewerkschaft war. Und dieser Teufelskreis war für viele nicht zu durchbrechen. Von daher war dies, nach Mankofskys Aussage, sein größter beruflicher Erfolg.
Ab dem 3. November 1972 war Mankofsky mit der Fotografin Christine Ludwig verheiratet.

## Filmografie (Auswahl)
- 1967: The Secret Sharer
- 1969: The Lottery
- 1971: Blutnacht des Teufels (Werewolves on Wheels)
- 1972: Geh zur Hölle (Trick Baby)
- 1973: Blutnacht des Teufels (Lost Exorcist)
- 1973: Der Schrei des Todes (Scream Blacula Scream)
- 1974: Schußfahrt in den Tod (The Ultimate Thrill)
- 1974: Die Straße des Bösen (Homebodies)
- 1975: Doctors’ Hospital (Fernsehserie, 1 Episode)
- 1976: Am Freitag schlief der Rabbi lang (Lanigan’s Rabbi)
- 1976: Der Preis der Macht (Captains and the Kings) (Fernsehserie, 6 Episoden)
- 1977: Lanigan’s Rabbi (Fernsehserie, 4 Episoden)
- 1978: Columbo: Mord per Telefon (How to Dial a Murder)
- 1978: Columbo: Waffen des Bösen (The Conspirators)
- 1979: Mrs. Columbo (Fernsehserie, 1 Episode)
- 1979: Muppet Movie (The Muppet Movie)
- 1980: Ein tödlicher Traum (Somewhere in Time)
- 1980: Der Jazz-Sänger (The Jazz Singer)
- 1981: Magnum (Magnum, P.I.) (Fernsehserie, 3 Episoden)
- 1982: Auf einmal ist es Liebe (Not Just Another Affair)
- 1982: Liebe einen Sommer lang (Forbidden Love)
- 1982: Unter den Augen der Justiz (In the Custody of Strangers)
- 1983: Die dritte Liebe (The Other Woman)
- 1983: Die Football-Prinzessin (Quarterback Princess)
- 1983: Die Sünde der Schwester (Baby Sister)
- 1984: Das brennende Bett (The Burning Bed)
- 1984: Das Mädchen des Monats (I Married a Centerfold)
- 1984: Fit fürs Leben (Getting Physical)
- 1985: Die Spezialisten unterwegs (Misfits of Science) (Fernsehserie, 1 Episode)
- 1985: Kampf um Endor (Ewoks: The Battle for Endor)
- 1985: Lanny dreht auf (Better Off Dead)
- 1986: Der Callgirl Club (Beverly Hills Madam)
- 1986: Die Abenteuer der 5 kleinen Spione (Little Spies)
- 1986: Drei Millionäre und eine Leiche (Triplecross)
- 1986: Ein ganz verrückter Sommer (One Crazy Summer)
- 1986: Outside Man (The George McKenna Story)
- 1986: Say Yes!
- 1986: Spur der Angst (Child's Cry)
- 1987: Anstiftung zum Mord (Nutcracker: Money, Madness & Murder)
- 1987: Beverly Hills Boys Club (Billionaire Boys Club)
- 1988: Der Todesengel (Fatal Judgement)
- 1988: Disneyland (Fernsehserie, 1 Episode)
- 1988: Rock 'n' Roll Mam (Rock 'n' Roll Mom)
- 1988: Tropic War (Clinton and Nadine)
- 1988: Justin Case (Fernsehfilm)
- 1989: Polly – Ein Engel auf Erden (Polly)
- 1989: Skin Deep – Männer haben’s auch nicht leicht (Skin Deep)
- 1989: Zweimal Rom und zurück (Little White Lies)
- 1990: Familie in Nöten (Appearances)
- 1990: Ein Zwilling kommt selten allein (Parent Trap III)
- 1991: Liebe, Lüge, Mord (Love, Lies and Murder)
- 1992: Broadway Familie (Broadway Bound)
- 1992: Den Tod vor Augen (Ladykiller)
- 1992: Eine Nacht im Savoy (Stompin’ at the Savoy)
- 1992: Mein unsichtbarer Freund (Day-O)
- 1992: Starfighter des Todes (Afterburn)
- 1992: Zerschlagene Träume (Bed of Lies)
- 1993: Trade Winds
- 1993: Verhängnisvolles Spiel (Telling Secrets)
- 1993: Wirbelsturm über Florida – Menschen in Angst (Triumph Over Disaster: The Hurricane Andrew Story)
- 1994: Daddy schafft sie alle (Father and Scout)
- 1994: … und Hoffnung auf Liebe (The Gift of Love)
- 1995: Gib mir meine Kinder wieder (Whose Daughter Is She?)
- 1995: Nowhere Man – Ohne Identität! (Nowhere Man) (Fernsehserie, 1 Episode)
- 1995: Verlorene Träume (The Heidi Chronicles)
- 1996: Gedemütigt! …und keiner wird ihr glauben (She Cried No)

## Auszeichnungen
Emmy
- 1989: Beste Kamera in einer Miniserie oder Special – Polly (nominiert)
- 1991: Beste Kamera in einer Miniserie oder Special – Labyrinth der Lügen (nominiert)
- 1992: Beste individuelle Kameraleistung in einer Miniserie oder Special – Starfighter des Todes (nominiert)

ASC-Award
- 1989: Beste Kamera in einem „Movie-of-the-Week“ – Disneyland (nominiert)
- 1992: Beste Kamera in einer Mini-Serie – Labyrinth der Lügen
- 1994: Beste Kamera in einer Mini-Serie – Trade Winds (nominiert)